# Častohostice
Častohostice jsou obcí v okrese Třebíč v kraji Vysočina, ležící jižně od města Třebíče a asi 3 km jižně od Moravských Budějovic. Žije zde 189 obyvatel.
Od 1. ledna 1994 jsou Častohostice samostatnou obcí, předtím byly částí města Moravské Budějovice.
Sousedními obcemi sídla jsou Blížkovice, Moravské Budějovice, Nové Syrovice a Láz.

## Geografie
Častohosticemi ze severu k jihu prochází silnice z Vesců k silnici, která spojuje Blížkovice a Láz, to je také silnice, která vede přes území obce ze západu na východ a vede po ní cyklostezka Krumlovsko-Jevišovsko. Z Častohostic směrem na západ vede užitková silnice na kopec Stráž. Po severní hranici území obce vede železniční trať Znojmo–Okříšky, kousek od hranic území obce se nachází železniční zastávka Vesce. 
Území obce je téměř celé využíváno zemědělsky, mírně zalesněné je jen nehluboké údolí Jevišovky.
Ze západu na východ přes území obce a protéká řeka Jevišovka, na západním okraji území obce protéká přes rybník Stříbrňák a pak v zastavěném území obce protéká přes rybník Častohostice, dále pak teče dál na východ. Část jižní hranice území obce tvoří Syrovický potok.
Častohostice jsou vcelku rovinaté, západně od zastavěného území obce se však nachází nevýrazný vrchol Stráž (442 m), zbytek území se pohybuje ve výškách cca 420 metrů nad mořem. 
Častohostice se nachází téměř uprostřed území obce, těsně za západní hranicí území obce se v údolí Jevišovky nachází Krnčický mlýn.

## Historie
Okolí obce bylo osídleno v době kamenné, v katastru obce byly nalezeny kamenné nástroje. První písemný záznam o obci pochází z roku 1459, ale obec byla více zmíněna až v roce 1498, kdy již v obci existovala farnost. Obec patřila Lichtenburkům a spadala pod Bítovské panství. Od roku 1575 byla obec rozdělena na dvě části, kdy první část spadala pod Syrovské panství a druhá část byla předána městu Znojmu. Roku 1579 patřily Častohostice Bohunce Bítovské z Lichtenburka a Markvartovi Rájeckému z Mírova, ti je prodali spolu s Ctidružicemi a Blížkovicemi měšťanům ze Znojma. Jindřich z Lichtenburka si však část vesnice ponechal a tu pak roku 1607 prodal Janu Čejkovi z Olbramovic. Jemu pak byly majetky zkonfiskovány a získal je pak Adam Gabelhouer a v roce 1636 pak Častohostice a další okolní vesnice zakoupil Jan Reinhart ze Schaumburku a staly se tak součástí novosyrovického panství.
Posléze vesnice získal Jan Baptista z Ostašova, pánové z Ostašova panství vlastnili až do roku 1786, kdy byly prodány Janovi Jindřichovi Nimptschovi, Nimptschům patřila vesnice až do roku 1916. V roce 1837 bylo novosyrovické panství rozšířeno o Dědice, Hornice a Kojatice, které prodal Nimptschům August Segur.
Po roce 1674 po třicetileté válce obec byla téměř zničena, ale nakonec byla obnovena. Roku 1779 byl zrušen panský dvůr, ale již roku 1784 v obci vznikl úřad rychtáře. Po správních reformách v obci vznikl obecní úřad.
V roce 1892 byla ve vsi postavena jednotřídní školní budova. Roku 1930 do vesnice byla přivedena elektřina. Po skončení druhé světové války bylo v Častohosticích založeno JZD, následně pak bylo JZD spojeno do JZD Budoucnost v Moravských Budějovicích.
Do roku 1849 patřily Častohostice do ctidružického a novosyrovického panství, od roku 1850 patřily do okresu Znojmo, pak od roku 1896 do okresu Moravské Budějovice a od roku 1960 do okresu Třebíč. Mezi lety 1850 a 1867 patřily Častohostice pod Nové Syrovice, mezi lety 1960 a 1980 byla obec začleněna pod Vesce a od roku 1980 do 1994 byla obec začleněna pod Moravské Budějovice, následně se obec osamostatnila.
| Rok            | 1869 | 1880 | 1890 | 1900 | 1910 | 1921 | 1930 | 1950 | 1961 | 1970 | 1980 | 1991 | 2001 | 2011 | 2021 |
| -------------- | ---- | ---- | ---- | ---- | ---- | ---- | ---- | ---- | ---- | ---- | ---- | ---- | ---- | ---- | ---- |
| Počet obyvatel | 307  | 336  | 311  | 307  | 301  | 310  | 335  | 274  | 311  | 263  | 220  | 200  | 179  | 179  | 171  |
| Počet domů     | 58   | 59   | 59   | 61   | 60   | 59   | 66   | 71   | 68   | 67   | 63   | 73   | 73   | 74   | 79   |

## Politika

### Volby do Poslanecké sněmovny
|       | 2006                | 2010               | 2013               | 2017               | 2021                 |
| ----- | ------------------- | ------------------ | ------------------ | ------------------ | -------------------- |
| 1.    | KSČM (35,45 %)      | ČSSD (30,3 %)      | KSČM (27,05 %)     | ANO (27,27 %)      | ANO (23,0 %)         |
| 2.    | ČSSD (32,72 %)      | KSČM (24,24 %)     | ČSSD (24,7 %)      | KSČM (24,24 %)     | SPOLU (21,0 %)       |
| 3.    | ODS (13,63 %)       | VV (11,11 %)       | ANO 2011 (20,0 %)  | Piráti (16,16 %)   | Piráti+STAN (16,0 %) |
| účast | 67,07 % (110 z 164) | 58,93 % (99 z 168) | 53,13 % (85 z 160) | 62,26 % (99 z 159) | 65,79 % (100 z 152)  |

### Volby do krajského zastupitelstva
|      | 1.                | 2.                       | 3.                          | účast              |
| ---- | ----------------- | ------------------------ | --------------------------- | ------------------ |
| 2000 | 4KOALICE (32,5 %) | KSČM (25 %)              | ODS (20 %)                  | 30,34 % (44 z 145) |
| 2004 | KSČM (49,05 %)    | ODS (18,86 %)            | ČSSD (9,43 %)               | 34,39 % (54 z 157) |
| 2008 | ČSSD (42,02 %)    | KSČM (26,08 %)           | ODS (13,04 %)               | 42,17 % (70 z 166) |
| 2012 | KSČM (28,57 %)    | ČSSD (25 %)              | STO (17,85 %)               | 34,57 % (56 z 162) |
| 2016 | STO (52,17 %)     | ANO 2011 (17,39 %)       | KSČM (10,14 %)              | 45,57 % (72 z 158) |
| 2020 | Piráti (29,62 %)  | ČSSD (18,51 %)           | KSČM (16,66 %)              | 36,67 % (55 z 150) |
| 2024 | ANO (30,5 %)      | ODS+TOP 09+STO (28,81 %) | SPD+Trikolora+PRO (13,55 %) | 35,98 % (59 z 164) |

### Prezidentské volby
V prvním kole prezidentských voleb v roce 2013 první místo obsadil Miloš Zeman (50 hlasů), druhé místo obsadil Jiří Dienstbier (20 hlasů) a třetí místo obsadil Jan Fischer (13 hlasů). Volební účast byla 61,59 %, tj. 100 ze 164 oprávněných voličů. V druhém kole prezidentských voleb v roce 2013 první místo obsadil Miloš Zeman (81 hlasů) a druhé místo obsadil Karel Schwarzenberg (19 hlasů). Volební účast byla 61,96 %, tj. 100 ze 163 oprávněných voličů.
V prvním kole prezidentských voleb v roce 2018 první místo obsadil Miloš Zeman (49 hlasů), druhé místo obsadil Jiří Drahoš (33 hlasů) a třetí místo obsadil Marek Hilšer (10 hlasů). Volební účast byla 70,13 %, tj. 108 ze 154 oprávněných voličů. V druhém kole prezidentských voleb v roce 2018 první místo obsadil Miloš Zeman (57 hlasů) a druhé místo obsadil Jiří Drahoš (43 hlasů). Volební účast byla 65,36 %, tj. 100 ze 153 oprávněných voličů.
V prvním kole prezidentských voleb v roce 2023 první místo obsadil Andrej Babiš (37 hlasů), druhé místo obsadil Petr Pavel (32 hlasů) a třetí místo obsadila Danuše Nerudová (12 hlasů). Volební účast byla 64,52 %, tj. 100 ze 155 oprávněných voličů. V druhém kole prezidentských voleb v roce 2023 první místo obsadil Andrej Babiš (53 hlasů) a druhé místo obsadil Petr Pavel (52 hlasů). Volební účast byla 68,63 %, tj. 105 ze 153 oprávněných voličů.

## Ocenění
Obec Častohostice v roce 2010 obdržela ocenění v soutěži Vesnice Vysočiny, konkrétně získala diplom za příkladnou péči o historické památky.

## Zajímavosti a pamětihodnosti
- Původně románská farní rotunda sv. Barbory s gotickými a barokními přístavbami
- Socha svatého Jana Nepomuckého z doby kolem roku 1800[7]

## Osobnosti
- Marie Vulterinová (* 1922), lékařka